# ویکس
ویکس نام یک سری از داروهای تولیدی شرکت آمریکایی پروکتر اند گمبل است که بدون نسخه خرید و فروش می‌شوند. معروف‌ترینِ این داروها در ایران، پماد ویکس است.